# همسر خدایان
همسر خدا (به مصری:  ḥmt nṯr) عنوانی است که اغلب در طول سلسله هجدهم مصر به زنان سلطنتی اختصاص داده می‌شد. این اصطلاح نشان دهنده یک وظیفه مقدس موروثی است که در آن نقش «همسر خدا» از مادر به دختر منتقل می‌شد. این نقش همچنین می‌توانست در بین خواهر و برادرها نیز وجود داشته باشد، همانطور که نقش «همسر خدا» بین دختران احمس-نفرتاری یعنی احمس-ست‌آمون و خواهرش احمس-مریت‌آمون مشترکاً وجود داشت
نقش «همسر خدا» با عنوان «همسر خدای آمون»دو موضوع جداگانه است و یکسان نیستند. تنها دو ملکه از دودمان هجدهم عنوان "همسر خدا" را داشتند، اعح‌حتپ اول و احمس‌-نفرتاری.